# Eliane Dujardin
Eliane Dujardin (Eupen, 22 september 1977) was een Belgisch lid van het Parlement van de Duitstalige Gemeenschap.

## Levensloop
Van opleiding sociaal assistent, werd Dujardin beroepshalve coördinatrice bij Familiehulp Eupen en daarna schuldbemiddelaar bij het Eupense Centrum van Consumentenbescherming.
Voor de CSP was ze van 2006 tot 2011 gemeenteraadslid van Kelmis en van 2009 tot 2011 was zij er ook de voorzitter van de plaatselijke CSP-afdeling. In 2011 verliet ze de politiek om familiale redenen. Tevens was ze van 2004 tot 2009 volksvertegenwoordiger van de Duitstalige Gemeenschap.